# Coelichneumon pieli
Coelichneumon pieli är en stekelart som beskrevs av Tohru Uchida 1937. Coelichneumon pieli ingår i släktet Coelichneumon och familjen brokparasitsteklar. Inga underarter finns listade i Catalogue of Life.